# Oberwinterthur
Oberwinterthur är ett stadsdelsområde (Stadtkreis) i kommunen Winterthur i kantonen Zürich, Schweiz. 
Oberwinterthur består av stadsdelarna Talacker, Guggenbühl, Grüze, Hegmatten, Hegi, Zinzikon, Reutlingen, Stadel och Ricketwil.